# Голдберги (телесериал)
«Го́лдберги» (англ. The Goldbergs) — американский телесериал, созданный Адамом Ф. Голдбергом. В центре сюжета находится семейство Голдбергов, живущих в Америке восьмидесятых годов. Венди МакЛендон-Кови исполняет главную роль властного и всех контролирующего матриарха семейства. Сериал вышел на ABC в сезоне 2013—2014 годов и транслировался в десять вечера вторника, после шоу «Агенты «Щ.И.Т.»», начиная с 24 сентября. За несколько недель до премьеры ABC выложил в интернет полную версию пилотного эпизода для онлайн-просмотра.
Будучи посредственным в рейтингах в ходе первого сезона, во втором сериал переехал со вторника на среду, и начал транслироваться между «Бывает и хуже» и «Американская семейка». Это привело ситком к огромному приросту в рейтингах, в общей сложности по итогам года прибавляя 39 процентов с первого сезона.
19 апреля 2022 года сериал был продлён на десятый сезон, премьера которого состоялась 21 сентября 2022 года. 23 февраля 2023 года было объявлено, что десятый сезон станет последним. Финальная серия вышла 3 мая 2023 года.

## Сюжет
События сериала происходят в «1980-каком-то году» в городке Дженкинтаун (Пенсильвания). В центре сюжета семья Голдбергов. Повседневная семейная и школьная жизнь возвращает назад к истории: видеомагнитофонам, музыке-диско, фильму «Парень-каратист» и другим артефактам эпохи. Дети растут и переживают трудности возраста и первую любовь. Сериал основан на воспоминаниях и видеоархиве самого Адама Ф. Голдберга — создателя сериала, а повествование идёт от его имени.

## Актёры и персонажи

### Основной состав
- Венди Маклендон-Кови — Беверли Голдберг (в русском дубляже Елена Шульман)
- Джефф Гарлин — Мюррэй Голдберг (в русском дубляже Никита Прозоровский)
- Шон Джамброун — Адам Голдберг (в русском дубляже Лина Иванова)
- Трой Джентиле — Барри Голдберг (в русском дубляже Алексей Костричкин)
- Хейли Оррантия — Эрика Голдберг (в русском дубляже Ольга Голованова)
- Джордж Сигал — Альберт «Попс» Соломон (в русском дубляже Юрий Моляров)
- Паттон Освальд — голос взрослого Адама Голдберга (в русском дубляже Диомид Виноградов)
- Аманда Мичалка — Лейни Льюис (регулярно с третьего сезона, эпизодически в 1-2 сезонах)[12]

### Второстепенный состав
- Кенни Ридван — Дэйв Ким
- Натали Элин Линд — Дана Кэдвелл
- Мэтт Буш — Энди Коган
- Сэм Лернер — Джефф Шварц
- Ноа Манк — Роб Смит
- Брайан Каллен — мистер Меллор
- Стивен Тоболовски — директор Болл
- Джейкоб Хопкинс — Чед Кремп
- Стефани Грант — Эмми Мирски
- Нейт Хартли — Дэн
- Вирджиния Гарднер — Лекси Блум
- Ана Гастейер — мисс Чиномен
- Дэн Фоглер — Марвин Голдберг
- Тим Медоуз — мистер Гласкотт
- Дэн Баккедал — мистер Вудберн
- Дэвид Кокнер — Билл Льюис
- Джадд Хирш — Бен Голдберг

## Эпизоды
| Сезон | Сезон | Эпизоды | Оригинальная дата выхода | Оригинальная дата выхода | Рейтинг Нильсена | Рейтинг Нильсена    |
| Сезон | Сезон | Эпизоды | Премьера сезона          | Финал сезона             | Ранк             | Зрители в США (млн) |
| ----- | ----- | ------- | ------------------------ | ------------------------ | ---------------- | ------------------- |
|       | 1     | 23      | 24 сентября 2013         | 13 мая 2014              | 76               | 6,20                |
|       | 2     | 24      | 24 сентября 2014         | 13 мая 2015              | 57               | 8,37                |
|       | 3     | 24      | 23 сентября 2015         | 18 мая 2016              | 57               | 7,62                |
|       | 4     | 24      | 21 сентября 2016         | 17 мая 2017              | 54               | 6,97                |
|       | 5     | 22      | 27 сентября 2017         | 16 мая 2018              | 66               | 6,26                |
|       | 6     | 23      | 26 сентября 2018         | 8 мая 2019               | 74               | 6,38                |
|       | 7     | 23      | 25 сентября 2019         | 13 мая 2020              | 67               | 5,31                |
|       | 8     | 22      | 21 октября 2020          | 19 мая 2021              | 69               | 4,37                |
|       | 9     | 22      | 22 сентября 2021         | 18 мая 2022              | 65               | 3,92                |
|       | 10    | 22      | 21 сентября 2022         | 3 мая 2023               | TBA              | TBA                 |

## Производство
Сериал изначально разрабатывался для канала Fox в сезоне 2011-12, однако проект так и не получил зелёный свет. В конце августа 2012 года ABC купил переработанный сценарий пилотного эпизода у Адама Ф. Голдберга, под названием «Как, черт возьми, я нормальный?», который задумывал сериал на своем детском опыте. 14 декабря 2012 года канал дал зелёный свет на съемки пилотного эпизода, а место режиссёра занял Сет Гордон.
Кастинг на центральные роли начался в январе 2013 года. 11 января было объявлено, что Венди Маклендон-Кови будет играть главную роль в пилоте. В конце месяца Джефф Гарлин получил роль мужа персонажа Маклендон-Кови, а в середине февраля номинант на премию «Оскар» Джордж Сигал присоединился к проекту в роли отца героини Маклендон-Кови. 10 мая 2013 года ABC дал пилоту зелёный свет и заказал съемки сериала для трансляции в сезоне 2013-14 годов. 1 ноября 2013 года канал продлил сериал на полный сезон из двадцати двух эпизодов. 8 мая 2014 года сериал был продлён на второй сезон, который стартовал 24 сентября. 7 мая 2015 года сериал был продлён на третий сезон, который стартовал 23 сентября 2015 года. 3 марта 2016 года сериал был продлён на четвёртый сезон. 11 мая 2017 года сериал был продлён на пятый и шестой сезоны. Премьера шестого сезона состоялась 26 сентября 2018 года. 21 мая 2020 года сериал был продлён на восьмой сезон, премьера которого состоялась 21 октября 2020 года. 14 мая 2021 года сериал был продлён на девятый сезон, премьера которого состоялась 22 сентября 2021 года.

## Спин-офф
В январе 2019 года на ABC был начат показ спин-оффа «Голдбергов». Сериал получил название «Schooled», переводящееся как «обученные» или дословно «вышколенные». В российской адаптации на канале Paramount Comedy ситком вышел под названием «Старая школа». Действия его происходят в том же городе в 90-е, но главной героиней является Лейни Льюис (возлюбленная Барри Голдберга), мистер Гласкотт и мистер Меллор (учитель физкультуры). Сериал рассказывает о жизни учеников и учителей академии имени Уильяма Пенна после событий, описанных в «Голдбергах».